# Comuna Mateești, Vâlcea
Mateești este o comună în județul Vâlcea, Oltenia, România, formată din satele Greci, Mateești (reședința) și Turcești.
Comuna Mateești este situată în nord-vestul județului Vâlcea la o distanță de 72 km. de Râmnicu Vâlcea și 20 km. de Horezu. Situată la o altitudine de 365–360 m, în zona colinelor subcarpatice, face trecerea între regiunea muntoasă a Carpaților Meridionali la nord și Piemontul vestic la sud.
Vecini:
-E- Comuna Stroiești;
-V- Comuna Alunu;
-N- Comuna Statioara;
-S- Orașul Berbești.
Comuna este traversată de la nord la sud de Râul Tărâia, afluent al râului Olteț.

## Istorie
Prima atestare documentară cu privire la actuala comună Mateești se regăsește într-un document de împărțire a moșiei satului Greci, în care se arată că popa Stancu justifică proprietațile printr-un hrisov din anul 1557 dat de Pătrașcu cel Bun: “s-au vandut domnului Preda Buzescu și acesta a stăpânit hotarul satului Greci timp de 9 ani”.
Ulterior la 18 noiembrie 1587 domnitorul Mihnea Voievod – Turcitul, în a doua sa domnie dintre anii 1585–1591, dă occinele oamenilor din Mateești si din alte sate.
Prin hrisovul dat de Mihai Viteazul în luna februarie 1598 lui Preda Buzescu  se arată că cetățenii din Turcești “se vând de bună voie acestui boier cu toată occina strămoșească” pentru suma de 15.900 lei.  

## Personalități
- Mihail Roșianu (1900 - 1973), diplomat, demnitar comunist;
- Gedalyahu Fuchs (1911 - 1966), fotbalist evreu, emigrat în Israel;
- Antonina Diaconu (1923 - 2011), stareță a Mănăstirii Tismana;
- Aurelian Gh. Bondrea (1928 - 2020), profesor universitar, fondatorul Universității Spiru Haret.

## Demografie
Componența etnică a comunei Mateești
     Români (95,1%)
     Alte etnii (1%)
     Necunoscută (3,9%)
Componența confesională a comunei Mateești
     Ortodocși (95,17%)
     Alte religii (0,79%)
     Necunoscută (4,04%)
Conform recensământului efectuat în 2021, populația comunei Mateești se ridică la 2.898 de locuitori, în scădere față de recensământul anterior din 2011, când fuseseră înregistrați 3.096 de locuitori. Majoritatea locuitorilor sunt români (95,1%), iar pentru 3,9% nu se cunoaște apartenența etnică. Din punct de vedere confesional, majoritatea locuitorilor sunt ortodocși (95,17%), iar pentru 4,04% nu se cunoaște apartenența confesională.

## Politică și administrație
Comuna Mateești este administrată de un primar și un consiliu local compus din 13 consilieri. Primarul, Ilie-Cosmin Anghelescu[*], de la Partidul Social Democrat, este în funcție din octombrie 2020. Începând cu alegerile locale din 2024, consiliul local are următoarea componență pe partide politice:
|  | Partid                    | Consilieri | Componența Consiliului | Componența Consiliului | Componența Consiliului | Componența Consiliului | Componența Consiliului | Componența Consiliului | Componența Consiliului | Componența Consiliului | Componența Consiliului |
|  | ------------------------- | ---------- | ---------------------- | ---------------------- | ---------------------- | ---------------------- | ---------------------- | ---------------------- | ---------------------- | ---------------------- | ---------------------- |
|  | Partidul Social Democrat  | 9          |                        |                        |                        |                        |                        |                        |                        |                        |                        |
|  | Partidul Național Liberal | 2          |                        |                        |                        |                        |                        |                        |                        |                        |                        |
|  | Partidul Ecologist Român  | 2          |                        |                        |                        |                        |                        |                        |                        |                        |                        |